# Craugastor coffeus
Craugastor coffeus là một loài ếch trong họ Craugastoridae.
Nó được tìm thấy ở Honduras và có thể cả Guatemala.
Các môi trường sống tự nhiên của chúng là các khu rừng vùng núi ẩm nhiệt đới hoặc cận nhiệt đới và các đồn điền.
Nó bị đe dọa do mất môi trường sống.